# Amberana brolemanni
Amberana brolemanni är en insektsart som först beskrevs av Victor Lallemand 1920.  Amberana brolemanni ingår i släktet Amberana och familjen spottstritar.
Artens utbredningsområde är Madagaskar. Inga underarter finns listade i Catalogue of Life.